# Người Mỹ gốc Hispano và Latino da trắng
Người Mỹ gốc Hispano và Latino da trắng (tiếng Anh: White Hispanic and Latino Americans, tiếng Tây Ban Nha: Americanos hispanos y latinos blancos) là một thuật ngữ được sử dụng trong Hoa Kỳ để chỉ một công dân Hoa Kỳ hoặc thường trú người nước ngoài gốc Tây Ban Nha (người Tây Ban Nha hoặc châu Mỹ Tây Ban Nha), được phân loại như trắng, thể loại chính thức đề cập đến những người có nguồn gốc từ châu Âu.
việc sử dụng nó được dựa trên định nghĩa được tạo ra bởi Văn phòng Quản lý và Ngân sách (Office of Management and Budget) và Cục Điều tra Dân số. Các khái niệm về nhóm dân số và dân tộc là độc lập với nhau, và những người trả lời điều tra dân số và các cuộc điều tra khác của Cục điều tra dân số được yêu cầu trả lời cả hai câu hỏi. Dân tộc phân biệt giữa những người tuyên bố có nguồn gốc của họ và những người không (người Mỹ gốc Tây Ban Nha). Trong khi đó, điều tra dân số yêu cầu mỗi cư dân báo cáo nhóm dân số được xác định rõ nhất.
Trong năm 2009, 48,4 triệu (15,8%) người Mỹ đã báo cáo là người gốc Tây Ban Nha. Trong số này, khoảng 30,4 triệu (63%) báo cáo là màu trắng.